# Mellékvonali Forgalomirányító Rendszer
A Mellékvonali Forgalomirányító Rendszer (MEFI), vagy fejlettebb változatában a Mellékvonali Rádiós Forgalomirányító Rendszer (MERÁFI) a magyar vasút által a mellékvonalak egyszerűbb és gazdaságosabb működtetésére használt rendszer megnevezése.

## Előzmények
A vasúti fővonalakat kiegészítő mellékvonali hálózat esetében már a vasút fénykorában is felmerült a gazdaságosság kérdése, hiszen a jellegéből adódóan a mellékvonali hálózat összhossza magas, viszont a teljes hálózat forgalmának csak egy kis része bonyolódik rajta. A vasút egyeduralmának megszűnésével emiatt a regionális vasutak jelentős részét fel is számolták, a maradék hálózaton pedig előtérbe került az üzemeltetési költségek csökkentése, valamint a működés gyorsítása.
A mellékvonalak többségén eredetileg az alacsony sebesség és vonatsűrűség miatt nem is létesültek klasszikus biztosítóberendezések, azok csak a 20. század közepétől kezdtek elterjedni. Ugyanakkor a mellékvonali állomások már akkor sem a legkorszerűbb rendszereket kapták (jellemzően az egyszerű váltózárkulcsos berendezések terjedtek el), így a 20. század végére már végképp elavultnak számítottak a nagy létszámigény és a lassú kezelhetőség miatt. A magyar vasútnál a 80-as években született meg az igény arra, hogy nyugati, elsősorban osztrák példák alapján korszerű, de egyben olcsó és egyszerű forgalomirányító rendszereket tervezzenek a regionális hálózatra. A MEFI-rendszert először a 14-es számú, Csorna-Pápa, a MERÁFI-t pedig a 23-as számú, Zalaegerszeg-Rédics vasútvonalon próbálták ki.

## Alaplogika
A MEFI-MERÁFI két fő eleme a személyzet nélküli működést lehetővé tevő állomási technológia, valamint a vonatszemélyzet közreműködésével végzett forgalomirányítás.
Az állomásközök biztosítását az állomási dolgozók helyett a vonatszemélyzet végzi, ők kérnek engedélyt a továbbhaladásra a teljes vonal forgalmát irányító állomás szolgálattevőjétől. A MEFI-rendszer esetében ezt az állomásokon telepített telefon (ill. ma már mobiltelefon) segítségével végzi a vezető jegyvizsgáló, a MERÁFI esetében pedig mozdonyrádióval a járművezető. Amennyiben a vonat az utolsó MEFI-állomástól kér engedélyt a következő, már saját forgalmi szolgálattevővel rendelkező állomásig, nem közvetlenül tőle kér engedélyt, hanem akkor is a vonalat irányító forgalmi szolgálattevőt kell hívnia, aki kapcsolatba lép az említett külső állomással.
A MEFI/MERÁFI rendszerben az állomásokon két darab rugós váltó kerül beépítésre, melyek váltófelvágás esetén alapállapotba állnak vissza. Ez azért kedvező megoldás, mert ha az egyik váltó kitérő, a másik pedig egyenes alapállású, akkor a két vonat emberi beavatkozás nélkül tud keresztezni egymással, hiszen se behaladáskor, se kihaladáskor nem szükséges váltót állítani. 

## Állomási berendezések
A rugós váltók, valamint az útátjárókat fedező fénysorompók rendeltetésszerű működését a rendszer felügyeli. A MEFI állomásokon nem biztosított, ún. ellenőrző jelzőket állítanak, amelyek közvetlenül nem feladata a vágányutak fedezése, csupán a berendezések állapotának vonatszemélyzet részére történő visszajelentése.
A bejárati ellenőrző jelző alapállapota továbbhaladást engedélyező jelzés, amely az állomásokon alkalmazható 30 km/h max. sebesség, valamint az állomáson való kötelező megállás miatt egy folyamatos sárga fény. Ez azt jelenti, hogy az összes berendezés üzemszerűen működik, azaz a rugós váltóknak van végállása, illetve a fénysorompó is működik. Bejárati ellenőrző jelző az állomás mindkét végén van, kijárati jelző viszont csak a fénysorompót megelőzően. Utóbbi alapállása "Megállj!", ugyanis kihaladáskor a fénysorompó nem zár le automatikusan, hanem a vonali főkulccsal előzetesen kezelni kell. Kezeléskor ugyanúgy folyamatos sárga fény jelenik meg. A jelzőknek az állandó jelzésképük, illetve az állomásokon eleve kötelező 30 km/h sebesség miatt előjelzője nincs, csupán egy fékút eleje tábla van kitéve a bejárati ellenőrző jelző előtt. A jelzők a felsoroltakon kívül adhatnak még villogó sárga jelzést, amely kisebb, forgalombiztonságot nem veszélyeztető hibára utal, amelyet a vonalirányítónak jelezni kell. A vörös fény hívójelzéssel kombinálva a sorompó meghibásodására utal, ekkor a jelzőt 15 km/h sebességgel szabad meghaladni. Amennyiben a bejárati jelző, vagy a kijárati jelző kezelést követően vörös jelzést ad, az súlyos hibára utal, leggyakrabban arra, hogy a rugós váltónak nincs végállása.
Az állomási váltók kulcsai alaphelyzetben a forgalmi irodában található készülékben vannak. Kivételükhöz a főkulcsot el kell helyezeni a készülékben, a főkapcsolót el kell fordítani, ekkor az állomás valamennyi jelzője vörösre vált. Érdekesség, hogy mivel a rugós váltók osztrák gyártmányúak, a kulcselzáró készülék viszont hazai fejlesztés, a váltóknak két kulcsa van, az egyiket a berendezésbe, a másikat pedig a váltóba kell betenni.

## Tehervonatok közlekedése, tolatás
Tehervonatok természetesen MEFI-állomásokon is gyakran előfordulnak. Mivel külön tolatószemélyzet, sőt alapesetben egyéb állomási személyzet sincs, a tehervonat kiszolgálását is a vonatszemélyzet végzi. A 2000-es évek elejéig nagyobb teherforgalommal rendelkező állomásokon szolgálatot teljesítettek állomáskezelők is, akik elsősorban a teherforgalom adminisztratív munkáiban segítettek.
A rakodóvágányok váltói nem rugósak, így azokat helyszínen kell állítani. A kulcsaik szintén az előbb említett irodai készülékben vannak, melyből a főkapcsoló elfordítását követően lehet őket kivenni. Ha a tolatási mozgáshoz szükséges, a fénysorompókat manuálisan, kulccsal kell lezárni.

## Problémák, hiányosságok
A MEFI/MERÁFI rendszer fő problémája az ellenmenetkizárás alacsony szintje. Mivel az állomásközök fedezése a vonatszemélyzet és a vonalirányító közötti kommunikáción múlik, bármilyen félreértés esetén könnyen baleset történhet. Ennek kockázatát növeli, hogy mind a vonalirányító, mind pedig a vonatszemélyzet számos más feladatot is ellát. Ez egyébként nem csak a balesetveszélyt hordoz magában, hanem a kommunikáció elhúzódása miatt menetrendi problémákat is okozhat. Tipikus példa erre Egyed-Rábacsanak állomás, ahol Csorna felé történő közlekedés esetén a vonatszemélyzetnek először a vonalat irányító pápai forgalmi szolgálattevővel kell felvennie a kapcsolatot, és ő kéri meg az engedélyt Csornától. Mivel Pápa, de főleg Csorna állomás forgalma elég nagy, gyakran percekig is eltart, amíg a vonatszemélyzet végre megkapja az engedélyt.
Az eredeti szabályozás szerint vonatkereszt esetén egyszerre csak egy vonat járhatott be az állomásra, a másiknak a bejárati ellenőrző jelzőnél kellett várakozni, majd engedélyt kérni az állomásra történő behaladásra. Mivel ez jelentősen növelte a kommunikációs terhet, és semmilyen biztonsági hozadéka nem volt, a szabályokat módosították, így most már egyszerre be lehet járni az állomásra két vonattal.

## Elterjedése
Bár ahol telepítették, bevált, egyelőre széles körben mégsem terjedt el az országban. Jelenleg az alábbi vonalakon működik ilyen rendszer Magyarországon (zárójelben a rugós váltóval felszerelt állomások): 
MEFI
- 14 Pápa–Csorna-vasútvonal (Egyed-Rábacsanak, Szany-Rábaszentandrás)
- 75 Vác–Balassagyarmat-vasútvonal (Szokolya, Nagyoroszi)
- 78 Vác-Aszód (Magyarnándor, Acsa-Erdőkürt)
- 147 Szentes-Orosháza (Gádoros)

Fentieken kívül a 75-öshöz csatlakozó 76-os, Diósjenő–Romhány-vasútvonalon is kiépítették a MEFI-rendszert, de ott a forgalom jelenleg szünetel.
MERÁFI
- 121 Kétegyháza-Újszeged (Medgyesegyháza, Magyarbánhegyes, Mezőkovácsháza, Apátfalva, Szőreg)
- 23 Rédics–Zalaegerszeg-vasútvonal (Csömödér-Páka, Gutorfölde, Bak)